# 福敏
福敏（穆麟德轉寫：fumin，1673年—1756年），又作傅敏，字龙翰，号湘麟，富察氏。满洲镶白旗人。清朝官员，官至武英殿大学士，加太傅。卒謚文端。

## 生平
康熙三十五年丙子举人，三十六年（1697年）进士，榜名傅敏。选庶吉士，散馆以知县待铨。当时世宗尚未即位，高宗方才就学，命福敏侍读。世宗登极后，擢福敏为内阁学士， 兼任礼部侍郎。雍正三年（1725年），迁吏部侍郎，出署浙江巡抚。四年，擢左都御史，兼翰林院掌院学士。又出署湖广总督，赈济水灾难民。雍正五年（1727年），召还京，授吏部尚书。六年，因追查担任浙江巡抚期间徇布政使佟吉图动用库银，被夺职。雍正八年（1730年），命协理兵部侍郎，迁左都御史。雍正十年（1732年），署工部尚书，协办大学士，不久署刑部尚书。
乾隆三年（1738年），擢武英殿大学士，兼工部尚书、翰林院掌院学士。次年，加太保。乾隆六年（1741年）七月，高宗初次前往木兰围场，福敏上疏谏言，得到高宗称赞。乾隆十年（1745年）因病请求解任，得到批准，加太傅。乾隆二十一年（1756年）卒，年八十四。高宗亲自祭奠，赐祭葬，祀贤良祠，谥文端。《清史稿》有传。
祖上属镶白旗讷殷富察氏孟古愼郭和一支，族内堂兄弟傅鼐，同族有四川總督、陝甘總督富察文綬和其子富察國泰、國霖 ，一品成都将军观成，一品吏礼部尚书贵庆，福建巡抚代办闽浙总督瑞璸，吏部郎中浙江嘉兴知府瑞琇，府经历闲散瑞珍等。

## 延伸阅读
[在维基数据编辑]
 《清史稿·卷303》，出自趙爾巽《清史稿》